# Naarda flavisignata
Naarda flavisignata är en fjärilsart som beskrevs av Richard P. Vari 1962. Naarda flavisignata ingår i släktet Naarda och familjen nattflyn. Inga underarter finns listade i Catalogue of Life.